# Lista de rodovias estaduais do Piauí
Esta lista de rodovias estaduais do Piauí trata dos cerca de 11 mil quilômetros do sistema rodoviário do estado do Piauí. É uma rede interligada aos 44 mil quilômetros de rodovias municipais e 2 810 quilômetros federais, o que totaliza mais de 57 mil quilômetros no estado.

## Administração do sistema
A responsabilidade pela construção, manutenção, expansão, gestão e exploração das estradas piauienses dividem-se nas seguintes categorias:
- Departamento de Estradas de Rodagem do Piauí (DER-PI), uma autarquia estadual ligada à Secretaria de Estado dos Transportes, responsável pela construção e manutenção de rodovias estaduais
- Departamento Nacional de Infraestrutura de Transportes (DNIT), uma autarquia federal ligada ao Ministério da Infraestrutura, responsável pelas rodovias federais que atravessam o Estado
- Municípios, responsáveis pelas estradas municipais e vicinais

## Identificação
A identificação das estradas de rodagem estaduais é feita pela sigla "PI", indicativa do Estado do Piauí, seguida do número correspondente às estradas.

## Lista

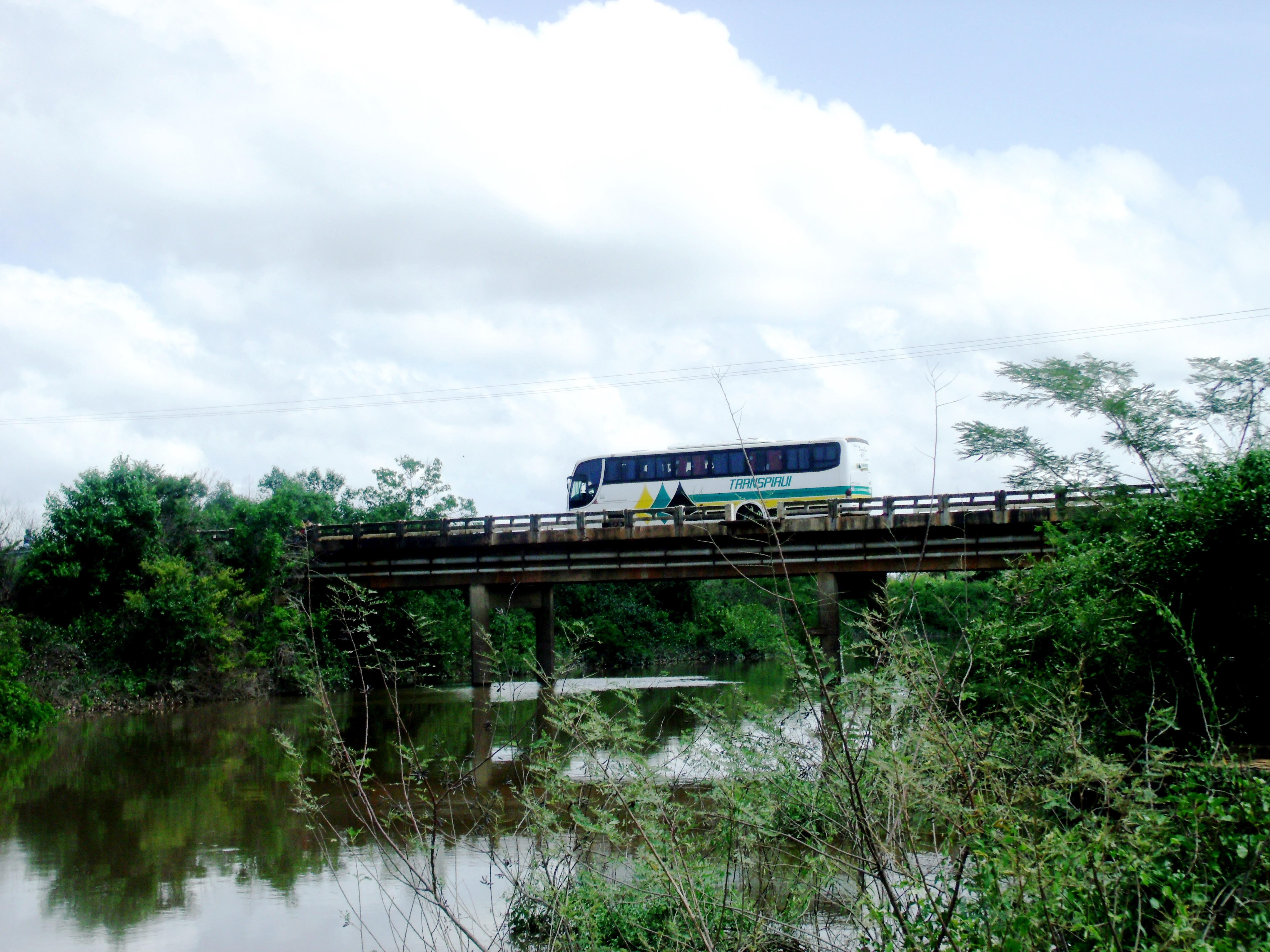
Ponte sobre um rio na PI-114.

Esta é uma lista das rodovias do estado do Piauí.
- PI-110 - Liga Miguel Alves, Barras, Batalha, Piracuruca até Alto Alegre no cruzamento da BR-222.
- PI-111 - Interseção da PI-112 até a cidade de Lagoa Alegre.
- PI-112 - Liga Teresina às cidades de União, Miguel Alves, Porto, Campo Largo, Matias Olímpio.
- PI-113 - Liga Teresina às cidades de José de Freitas, Cabeceiras, Barras. É uma rota alternativa para o Litoral Piauiense.
- PI-114 - Rodovia de ligação entre Campo Maior e Cabeceiras.
- PI-115 - Inserção da BR-343 acessando Juazeiro do Piauí, Castelo do Piauí, São Miguel do Tapuio, Assunção do Piauí na fronteira do Ceará.
- PI-116 - Rodovia litorânea vai de Ilha Grande à Cajueiro da Praia, passando por Luís Correia.
- PI-117 - (Federalizada BR-222) liga Batalha a Esperantina
- PI-120 - Interseção da BR-343 à Francisco Ayres, Arraial, Tanque do Piauí, Várzea Grande, Barra D’alcântara, Valença do Piauí e Pimenteiras.
- PI-130 - Liga Teresina a Amarante passando por Palmeirais e Nazária. Margeando o Rio Parnaíba.
- PI-213 - Interseção da BR-343 até a fronteira do Ceará, na cidade de Cocal.
- PI-214 - Liga Esperantina, Morro do Chapéu do Piauí e Luzilândia.
- PI-215 - Dá acesso à cidade de Coivaras e Alto Longá, saindo de Campo Maior a Coivaras. A rodovia cruza a Serra de Santo Antônio.
- PI-320 - Liga a cidade de Jatobá do Piauí à BR-343, nas proximidades da cidade de Campo Maior.
- PI-322 - Liga a cidade de Castelo do Piauí à BR 226 que liga a Crateús no Ceará.
- PI-323 - Conecta PI-115 à BR-407, passando pelo município de Sigefredo Pacheco.